# 保呂羽山波宇志別神社
保呂羽山波宇志別神社（ほろわさんはうしわけじんじゃ）は、秋田県横手市大森町八沢木の保呂羽山山腹にある神社。式内小社「出羽国平鹿郡 波宇志別神社」、旧社格は県社。

## 由緒
社伝によれば757年（天平宝字1年）、大友吉親が大和国吉野金峰山の蔵王権現を勧請し現在地に創建したという。秋田県に所在する式内社3社のうちの一つで、唯一断絶することなく現在に至る。中世には修験道の霊地として周囲より崇敬を集めていた。大友家に伝わる縁起によれば、創建以来大伴氏の末裔と伝えられる大友家が別当を務めてきたが、江戸時代初期、大友家当主が幼いため、一時的に大友家と守屋家から別当が出ていた。1853年（嘉永6年）に守屋家からの出火によって止宿していた参拝人が焼死するとともに藩主判物等が焼失した責任を問われ、守屋家当主であった守屋左源司は追放の処分となった。守屋家は、養子である守屋造酒進が神職とともに継がだ。しかし、造酒進は、明治2年3月27日に神主から近進並みに召し立てられれにより、守屋家は、久保田城下に。そのため、後現在まで大友家が宮司を務めているという。ただし、現在は神職としては廃絶した守屋家には別の由緒が伝わっている。近世には佐竹氏の定めた秋田藩三国社の一つとして崇敬を集め、波宇志別神社の別当が、藩の社家大頭を務めていた。大友親久が本居宣長、大友直枝が本居大平に学ぶなど国学研究をさかんにおこない、江戸期後半の地域の動向にも影響を与えた。
元来の祭神は天日鷲神ではないかとする新野直吉の説もあるが現在の祭神には入っていない。

## 祭神
安閑天皇
合祀　火産霊神、須佐之男命、菊理姫命、大日孁命、菅原道真、金山毘古命、稻倉魂命、大名持神、少彦名命、岩戸別神、八意思兼命、伊邪那岐命、経津主命、猿田彦命、天津御女命、健御名方命、応神天皇、大山祇命、大山咋命

## 祭事
- 11月7日：保呂羽山の霜月神楽 （国の重要無形民俗文化財）

## 境内外社
- 下居堂（普賢菩薩）ほか

## 文化財
建造物
- 波宇志別神社神楽殿（国の重要文化財）

## 年表
〈〉は関連事項
- 757年（天平宝字1年）：創建
- 1602年（慶長7年）：〈佐竹義宣、秋田入封。〉
- 1853年（嘉永6年）：守屋家配流
  - 1月3日夜、守屋家の家内に病死人があったを秘密にして、参詣者を宿泊させたが、玄関の奉納ボンデンに手燭の火が移って大火になった。数百人が外に出ようとしたものの、家の四方が雪で覆われてそれが出来ず、3百人あまりが焼死した事件の責任を負って配流となった[1]。
- 1868年（明治1年）3月：〈神仏分離令〉
- 1871年（明治4年）5月14日：〈社格制度制定〉

## 交通
- 東日本旅客鉄道（JR東日本）大曲駅から車で35分
- 秋田自動車道 大曲ICから国道105号経由で20分
- 秋田自動車道 横手北SICから県道29号経由で30分